# Raposka
Raposka község Veszprém vármegyében, a Tapolcai járásban. A település eredetileg Szent István magyar király korától az 1950-es megyerendezésig Zala vármegyéhez tartozott.

## Fekvése
A Balaton-felvidéken a Tapolcai-medencében fekszik, a Szent György-hegy nyugati lábánál, Hegymagas északi szomszédjában. Területén keresztülfolyik a Kétöles-patak.

### Megközelítése
A település belterülete tulajdonképpen zsáktelepülésnek tekinthető: közúton csak a 71-es főút szigligeti szakaszát és a 77-es főút tapolcai elkerülőjét összekötő 7318-as útról letérve érhető el, az abból nyugatra kiágazó 73 155-ös úton. A 71-es út elágazásától és Tapolcától is körülbelül 5-5 kilométerre fekszik.
Vonattal a település a MÁV 26-os számú Balatonszentgyörgy–Tapolca–Ukk-vasútvonalán érhető el; Raposka megállóhelyre a nagyjából egy kilométer hosszú 73 155-ös út folytatásában induló önkormányzati út vezet.
Elérhető menetrend szerinti busszal is.

## Története
A Tapolca közelében, a Szent György-hegy lábánál fekvő település nevét az ismert okleveles források legkorábban 1414-ből említik önálló községként.

## Közélete

### Polgármesterei
- 1990–1994: Szűts Árpád (KDNP)[3]
- 1994–1998: Szűts Árpád (független)[4]
- 1998–2002: Szűts Árpád (független)[5]
- 2002–2004: Szűts Árpád (független)[6]
- 2005–2006: Bolla Albert (független)[7]
- 2006–2010: Bolla Albert Antal (független)[8]
- 2010–2014: Bolla Albert Antal (független)[9]
- 2014–2019: Bolla Albert Antal (független)[10]
- 2019–2024: Bolla Albert Antal (független)[11]
- 2024– : Forika László (független)[1]

A településen 2005. január 2-án időközi polgármester-választást (és képviselő-testületi választást) tartottak, az előző képviselő-testület önfeloszlatása miatt. A választás öt jelöltje között az addigi polgármester nem indult el.

## Népesség
A település népességének változása:
| Lakosok száma | 221  | 216  | 224  | 227  | 243  | 246  | 243  |
|               | 2013 | 2014 | 2015 | 2021 | 2022 | 2023 | 2024 |

A 2011-es népszámlálás során a lakosok 89,9%-a magyarnak, 0,9% románnak, 0,9% németnek mondta magát (10,1% nem nyilatkozott; a kettős identitások miatt a végösszeg nagyobb lehet 100%-nál). A vallási megoszlás a következő volt: római katolikus 67,7%, református 2,8%, evangélikus 1,8%, felekezeten kívüli 8,3% (19,4% nem nyilatkozott).
2022-ben a lakosság 91,8%-a vallotta magát magyarnak, 2,9% németnek, 0,4% bolgárnak, 3,3% egyéb, nem hazai nemzetiségűnek (6,6% nem nyilatkozott; a kettős identitások miatt a végösszeg nagyobb lehet 100%-nál). Vallásuk szerint 59,3% volt római katolikus, 5,3% református, 1,2% evangélikus, 1,2% egyéb keresztény, 1,2% egyéb katolikus, 7,4% felekezeten kívüli (24,3% nem válaszolt).

## Régi mondások, falucsúfolók a településről
- Raposkai szűr: fene nagy tarka ernyő. [A mondás eredete nem tisztázott.][15]
- Raposka rákváros.[15]
- Raposkán megették az intelligencziát. Hát az úgy esett, hogy a parasztkocsmárostú kérdezték, van-e itt intelligenczia. Aszt felēte ki: vót, de tennap megették.[15]